# Malakal
Malakal (tiếng Ả Rập: ملكال Malakāl) là thành phố thủ phủ của bang Thượng Nile thuộc nước Cộng hòa Nam Sudan và là thành phố lớn thứ hai sau thủ đô Juba.

## Vị trí
Thành phố Malakal nằm trong Hạt Malakal, bang Thượng Nile, ở miền đông bắc của Nam Sudan, gần giáp biên giới quốc tế với Cộng hòa Sudan và Ethiopia. Thành phố này nằm trên hữu ngạn sông Nile trắng, ngay phía bắc của nơi sông này hợp lưu với sông Sobat, và ở phía bắc thành phố Juba thủ đô của Nam Sudan khoảng 650 km bằng đường bộ. Tọa độ địa lý của Malakal là: 9° 33' 0.00"N, 31° 39' 0.00"E (Vĩ độ: 9,5500; Kinh độ: 31,6500).

## Lịch sử
Trong thời kỳ nội chiến, thành phố này là một nơi đồn trú quân của chính phủ trung ương miền Bắc ở Khartoum, còn khu vực chung quanh do quân nổi dậy kiểm soát, nhưng bây giờ thành phố này thuộc về nước Cộng hoà độc lập Nam Sudan sau khi ly khai khỏi Cộng hòa Sudan từ ngày 9.7.2011 và quân đội của chính phủ miền bắc đã rút về.
Sau cái chết của John Garang - người chỉ huy Quân đội Giải phóng Nhân dân Sudan –đã nổ ra cuộc bạo loạn trong thành phố vào ngày 1.8.2005 nhắm vào các người Ả Rập Sudan, vì đa số dân ổ đây cho rằng chính phủ miền bắc ở Khartoum đã dính líu vào cái chết của Garang. Các người Ả Rập Sudan bị tấn công và cướp phá cửa hàng kinh doanh cũng như nhà cửa. Đã có sáu người bị giết (cả Ả Rập và Sudan miền Nam). Kết quả là rất nhiều người Ả Rập đã rời thành phố này.
Vào cuối tháng 11 năm 2006 – sau khi đã có hòa ước giữa chính phủ miền bắc và Quân đội Giải phóng Nhân dân Sudan – lại nổ ra một trận chiến khốc liệt ở Malakal, khiến cho dường như hàng trăm người bị giết. Kể từ đó, có nhiều cuộc tranh chấp giữa người Dunka ở Malakal và người Shilluk ở thành phố Kodok phía bắc về quyền sử dụng đất và nước..
Đa số các binh sĩ của Nam Sudan hiện nay trong thị trấn đều đến từ Bahr el Ghazal chứ không phải từ địa phương này.

## Dân số
Năm 2005 dân số của Malakal được ước tính khoảng 129.620 người. Cuộc điều tra dân số Sudan năm 2008 (bị chính phủ Nam Sudan tẩy chay) là khoảng 126.500 người. Năm 2009, ươc tính Malakal có 165 637 cư dân.
Ba nhóm cư dân nhiều nhất gồm các người Dinka Ngok, Nuer và Shilluk, ngoài ra cũng có một số lượng đáng kể các nhóm dân tộc khác
Dân số:
| Năm | Dân số | - | 1973 (điều tra dân số) | 34 894 | - | 1983 (điều tra dân số) | 33 737 | - | 1993 (điều tra dân số) | 72 000 | - | 2009 (ước tính) | 165 637 |